# Лей-линии
Ли́нии лей, чаще лей-ли́нии (англ. ley lines), также мировые линии (фр. lignes du monde), — понятие, на сегодняшний день считающееся псевдонаучным, называющее линии, по которым расположены многие места, представляющие географический и исторический интерес, такие как древние памятники, мегалиты, курганы, священные места, природные хребты, вершины, водные переправы и другие заметные ориентиры. Из лей-линий складываются геометрические формы разных масштабов, которые все вместе образуют единую сеть — предположительно, силовых линий энергетического поля Земного шара.
Их существование в Англии, как и название, были предложены в 1921 году английским археологом-любителем Альфредом Уоткинсом, представившим методическое изложение своей теории в книге «Древний прямой путь» («The Old Straight Track», 1925), считающейся первой книгой по лей-линиям.
Позднее Уоткинсом была выдвинута гипотеза, что эти линии были созданы для удобства сухопутного перемещения и навигации во времена неолита и существовали на протяжении тысячелетий.
Француз Патрик Буренстейн (Patrick Burensteinas) утверждает, что одна из таких линий проходит от брюссельской площади Гран-плас до испанского Сантьяго-де-Компостела (см. путь Святого Иакова).
В последнее время термин лей-линии связывают с духовными и мистическими теориями о форме Земли, включая китайский фэншуй.

## История возникновения термина
Сам термин «лей» является древнеанглийским словом, означающим расчищенное место.
Понятие «линии лей» обычно приписывается Альфреду Уоткинсу (1855—1935), хотя стимулы и предпосылки для концепции были предложены английским астрономом, пионером археоастрономии Норманом Локьером (1836—1920).
30 июня 1921 года Уоткинс посетил деревню Блэкуордайн (en:Blackwardine) в графстве Херефордшир. Он с удивлением обнаружил, что несколько холмов с древними руинами можно было соединить прямой линией. Воображение позволило ему увидеть систему прямых линий, соединявших все окрестные примечательные места.
Несколько лет спустя Уоткинс написал следующие слова, скорее всего отражающие его впечатления в тот летний день:

Представьте себе волшебную цепь, протянутую от одного горного пика к другому, насколько хватает глаз, а затем вытравленную таким образом, чтобы она прикасалась к «высоким местам» земли в ряде хребтов, холмов и косогоров. Затем представьте курган, круглый земляной вал или рощу деревьев на этих вершинах, а в низменных участках долины — другие курганы, окруженные водой, которая видна даже на большом расстоянии. Время от времени путь отмечают огромные стоячие камни, а на высоком берегу, ведущем к подножию горного хребта или вниз, к речному броду, — глубоко врезанную тропу, которая как будто образует направляющую метку на линии горизонта, когда вы поднимаетесь вверх.— Линии леи